# بلاوين
بلاوين (بالألمانية: Plauen) هي بلدة ألمانية تقع بولاية ساكسونيا بالقرب من الحدود مع ولاية بافاريا وجمهورية التشيك، وهي عاصمة قضاء فوكتلاندكرايس. يقدر عدد سكانها بـ 67,978 نسمة .
ورد ذكر اسم بلاوين لأول مرة في وثيقة تعود لعام 1122. أصبحت المدينة مركزاً تجارياً خلال العصور الوسطى، ثم أصبحت منذ القرن الثامن عشر مركزاً هاماً لصناعة الأنسجة بولاية ساكسونيا ورافق ذلك ازدياد ملحوظ في عدد السكان. ومنذ عشرينيات القرن العشرين تأثرت البنية الصناعية في المدينة بصورة كبير بالتصنيع في مجال الهندسة الميكانيكية. تعرضت بلاوين لقصف عنيف عام 1945 خلال الحرب العالمية الثانية، وأعيد إعمارها بعد انتهاء الحرب.

## التاريخ
أسس السلاف البولابيون مدينة بلاون خلال القرن الثاني عشر ووقعت تحت حكم مملكة بوهيميا عام 1327. واستولى عليها مطران ماغدبيرغ ليبولد فون بريدو عام 1384. وانتقلت إلى ألبرشت دوق ساكسونيا عام 1466، ومن ثم لانتخابية ساكسونيا عام 1569. وجرى ضمها إلى مملكة ساكسونيا عام 1806 خلال فترة الحروب النابليونية.
أصبحت بلاوين مركزاً لصناعة الأقمشة خلال أواخر القرن التاسع عشر وتخصصت بالدانتيل الكيميائي وهو أحد أنواع الدانتيل المصنوعة آلياً. وبلغت البلدة ذروة اكتظاظها السكاني في ظل نموها كمركزٍ صناعي حوالي عام 1910، حين بلغ عدد السكان نحو 121,000 نسمة ووصل إلى نحو 128,000 نسمة عام 1912.
تراجع عدد سكان بلاوين بصورة كبيرة منذ الحرب العالمية الثانية فبلغ عدد السكان عام 1939 نحو 111,000 نسمة. واحتلتها القوات الأمريكية بتاريخ 16 أبريل 1945، ولكن تركها الأمريكيون ليدخلها الجيش الأحمر يوم 1 يوليو عام 1945.
أصبحت بلاوين جزءاً من منطقة الاحتلال السوفييتي الألمانية اعتباراً من عام 1945، والتي أصبحت فيما بعد ألمانيا الشرقية. واستضافت المدينة حامية كبيرة للجيش الأحمر، كما استضافت مدرسة لضباط لحرس حدود ألمانيا الشرقية. خرجت أول مظاهرة جماهرية ضد النظام الشيوعي بألمانيا الشرقية في بلاوين بتاريخ 7 أكتوبر عام 1989، وكانت هذه البداية لسلسلة من المظاهرات الجماهرية في جميع أنحاء ألمانيا الشرقية والتي أدت في نهاية المطاف إلى إعادة توحيد ألمانيا عام 1990.

## السياحة
تعد بلاوين إحدى نقاط الانطلاق لنزهات السير الطويلة على الأقدام في منطقة فوكتلاند. ويوجد عدد من الطرق والمسارات المخصصة لركوب الدرجات الهوائية ولنزهات السير الطويل.

## المدن التوأمة
- آش، التشيك، منذ 1962
- اشتاير، النمسا، منذ 1970
- هوف، ألمانيا، منذ 1987
- زيغن، ألمانيا، منذ 1990
- سغليد، المجر، منذ 2005
- Pabianice، بولندا، منذ 2006
- شياولياي، ليتوانيا، منذ 2010

## معرض صور

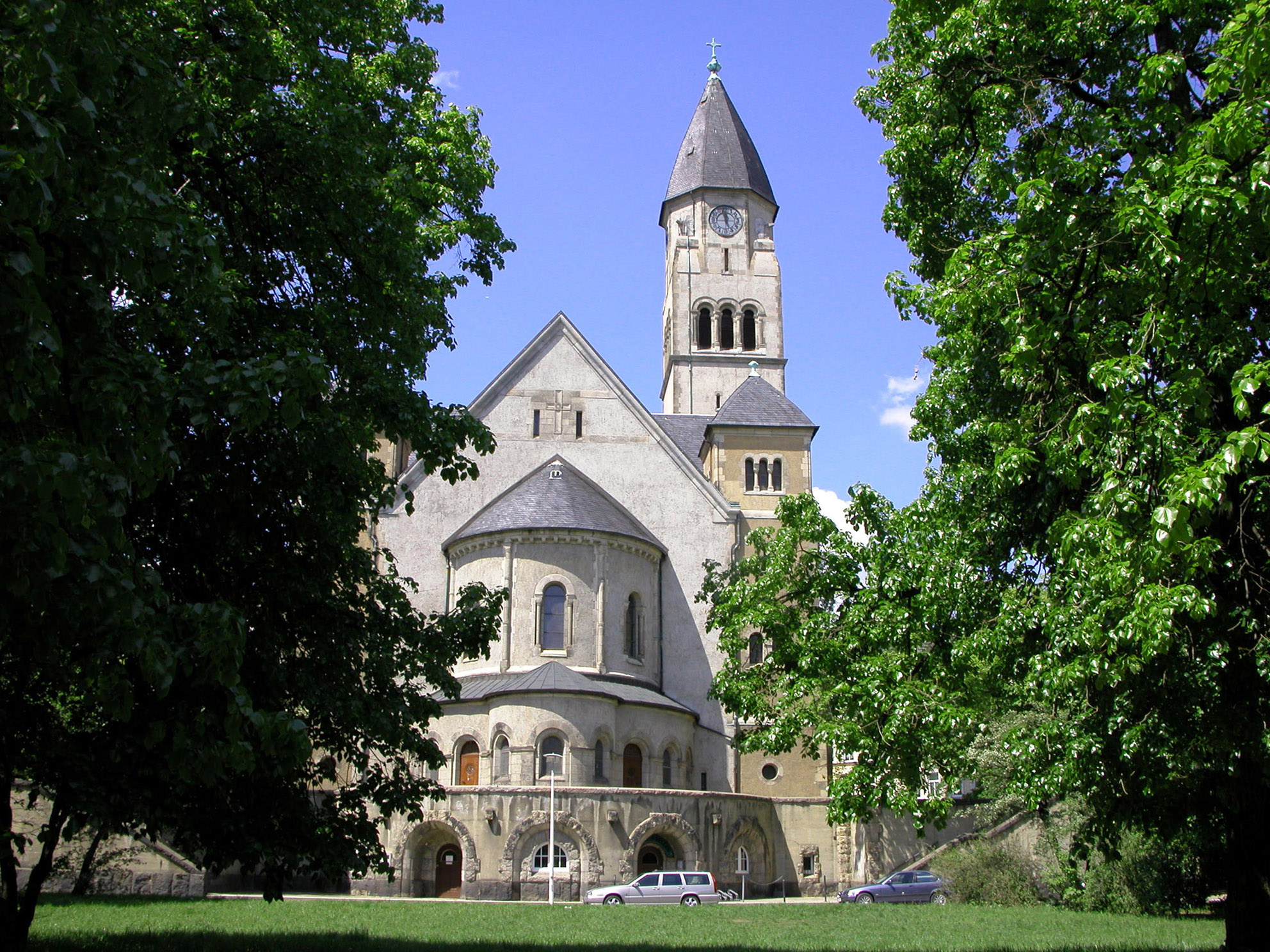
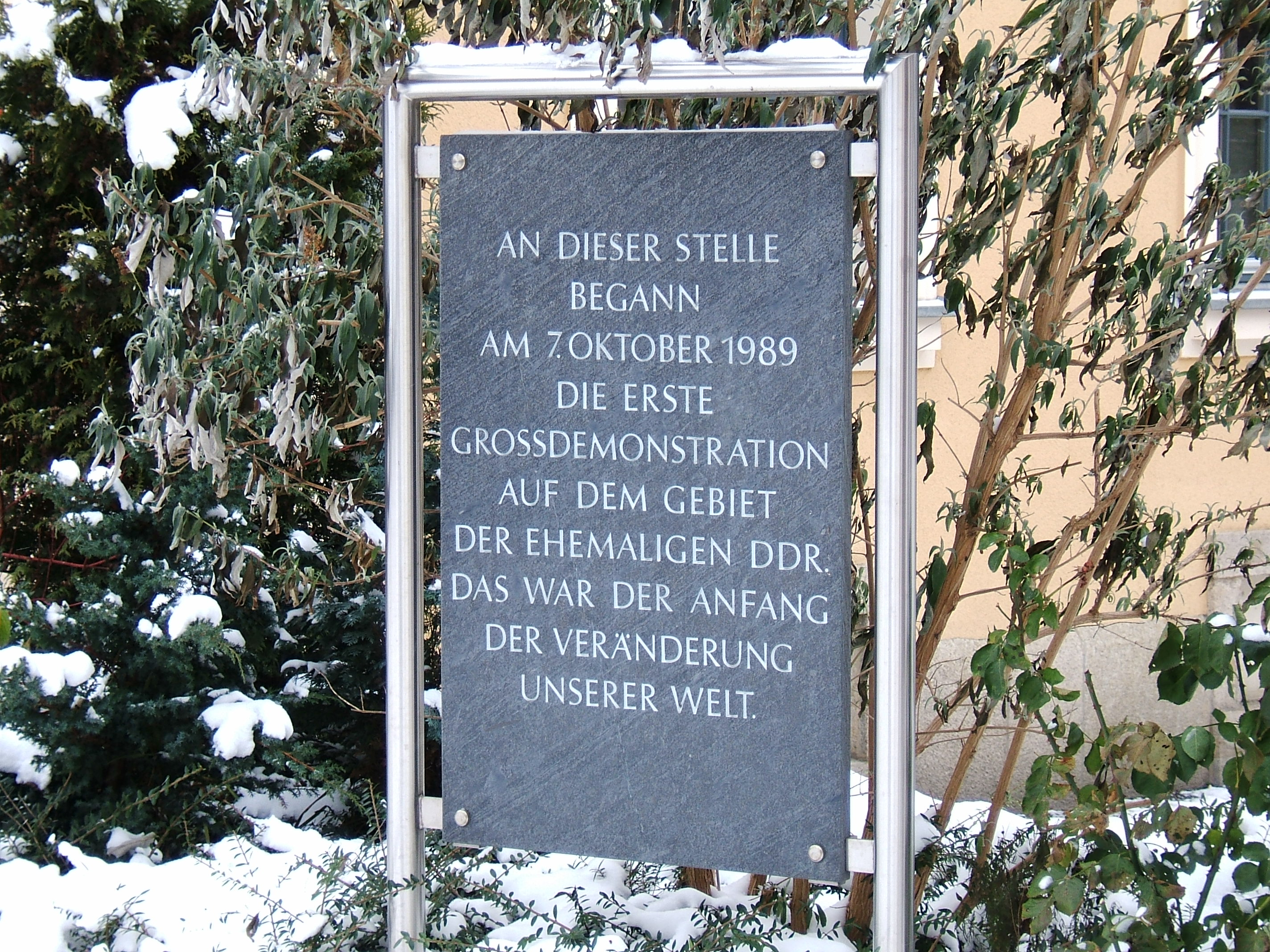
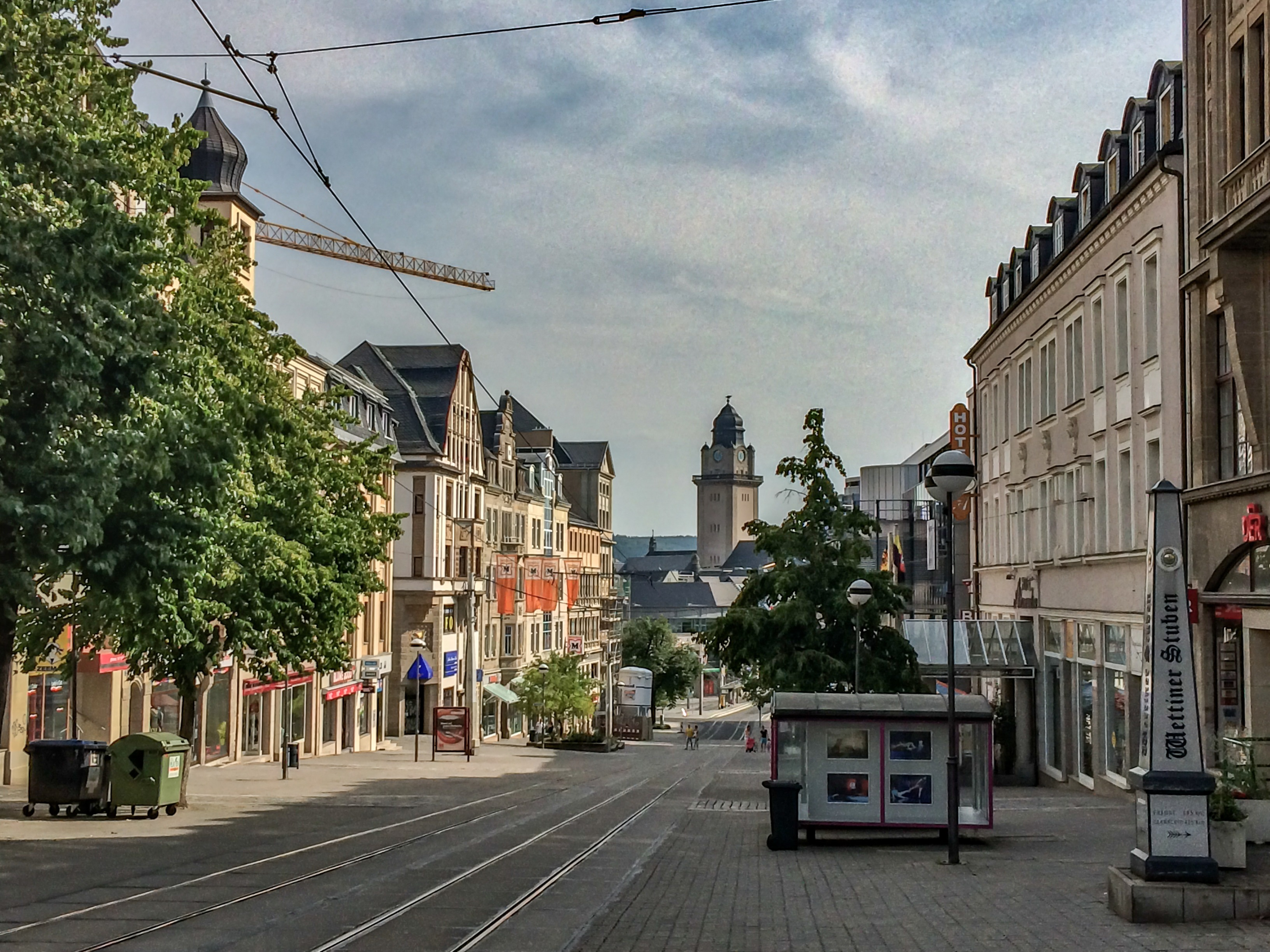
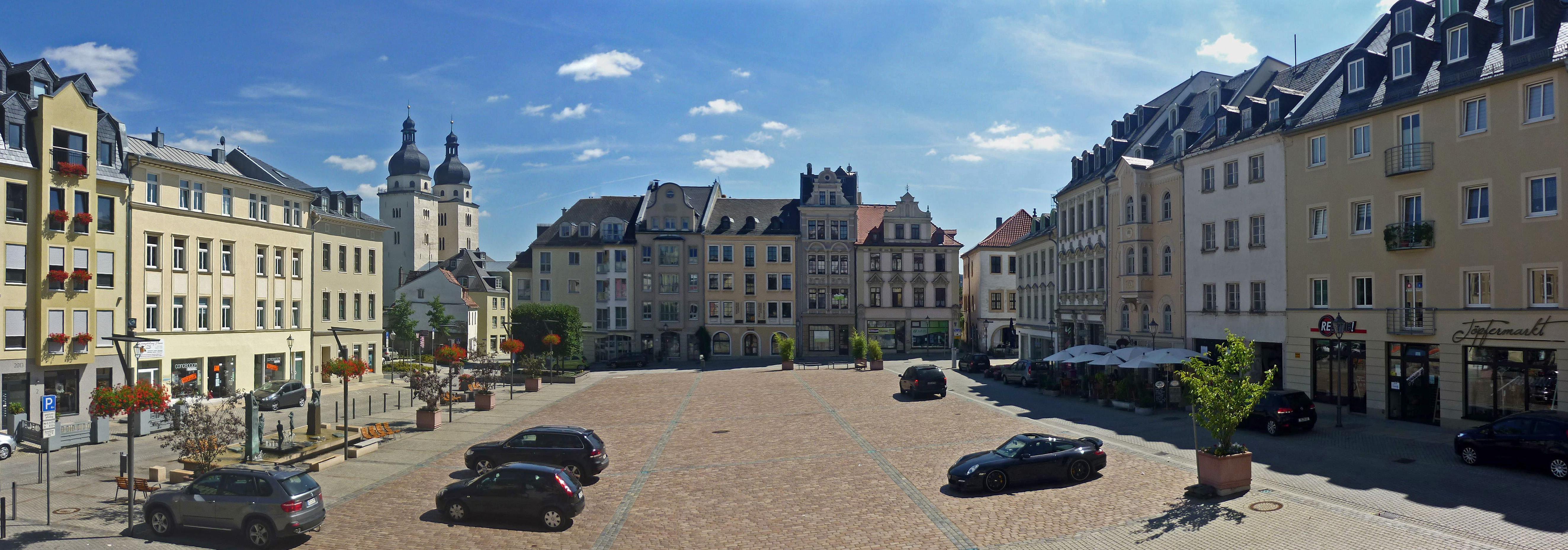
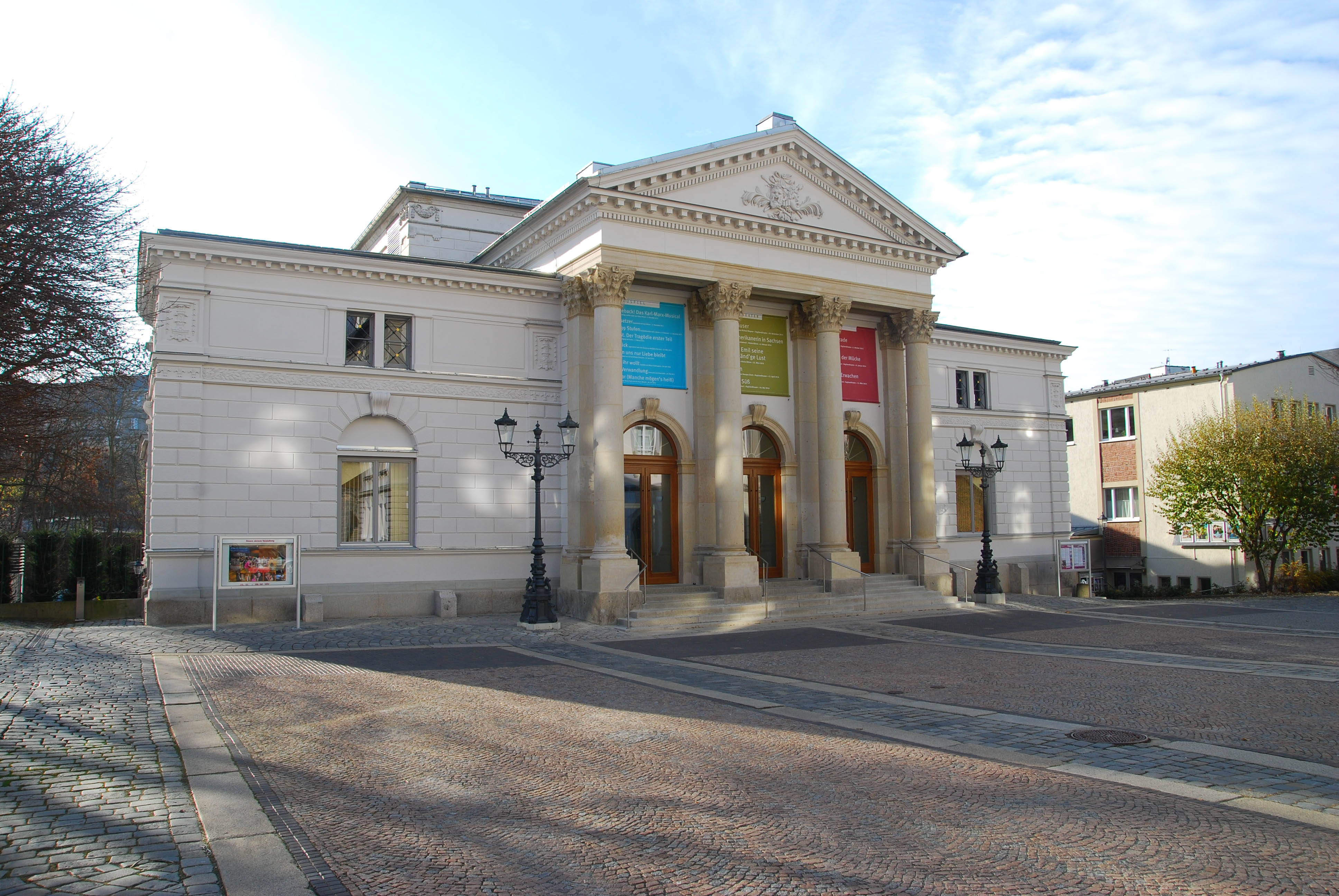
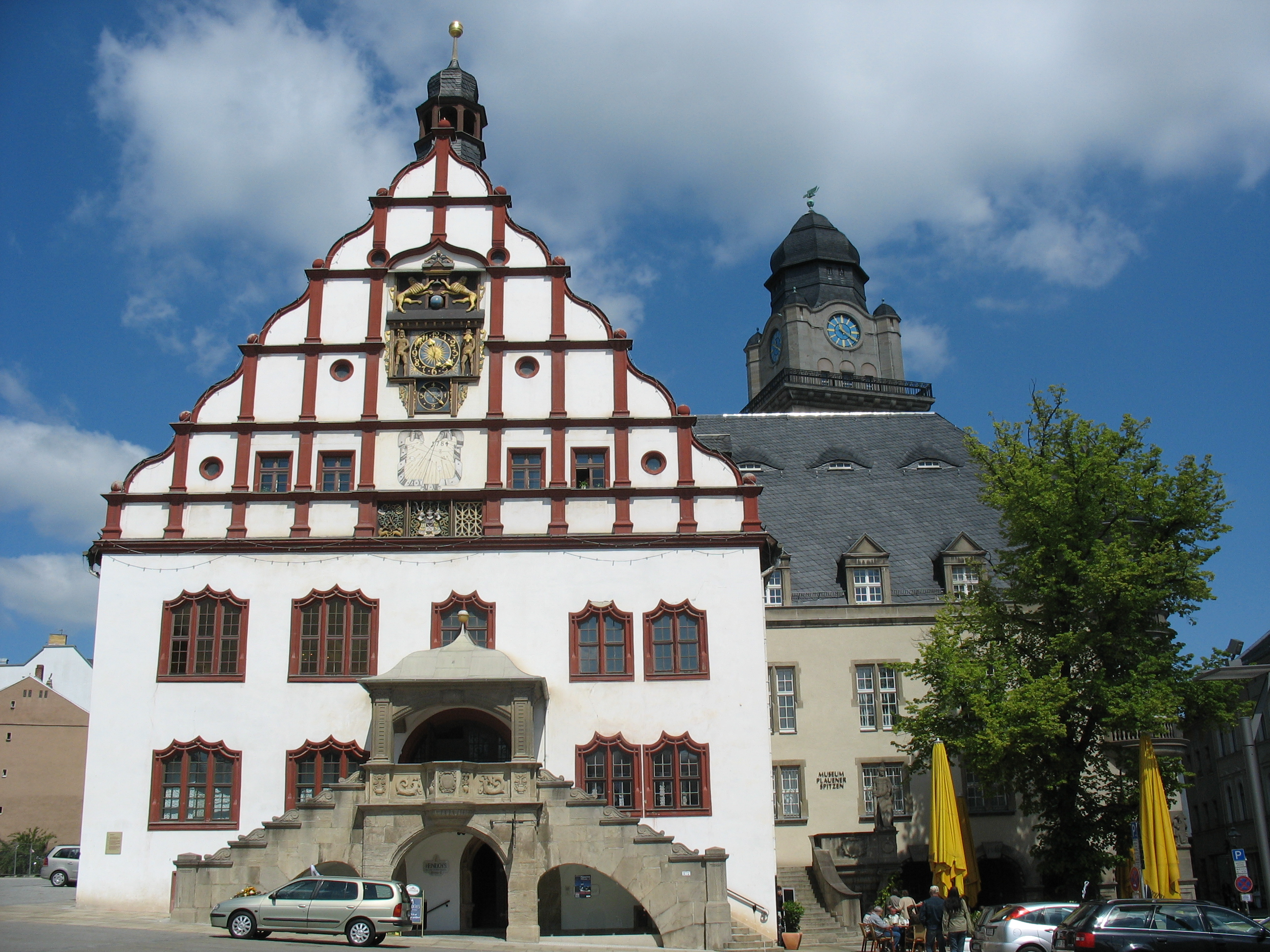

### مدن توأمة سابقة
- لنس، فرنسا، 1962–2005

## أعلام
- كارل ريختر
- كورنيليا إندر
- إدوارد فريدريش بوبيغ
- ايغون زيل
- لوكاس جاكوبتيك
- رولف ويبر

## وصلات خارجية
- الموقع الرسمي
 باللغة الألمانية